# Marie Rivière
Pour les articles homonymes, voir Rivière (homonymie).
Marie Rivière est une actrice française née le 22 décembre 1956 à Montreuil (à l'époque dans le département de la Seine).
Actrice fétiche d'Éric Rohmer, elle coréalise un premier film en 1993 avec Marc Rivière, La Règle du silence.

## Biographie
Marie Rivière, issue d'un milieu ouvrier, entre dans la vie active comme mannequin. Elle suit des cours de théâtre selon la méthode Strasberg. Sa rencontre avec Éric Rohmer est déterminante pour sa carrière. Il lui donne son premier rôle au cinéma dans La Femme de l'aviateur. Leur collaboration continuera au fil du temps avec Le Rayon vert et Conte d'automne.
Après avoir été la compagne de Marc Blanc, elle a été la compagne de Roger Knobelspiess, avec qui elle a eu un fils, puis de Pierre Juquin. Elle raconte son combat pour faire sortir Roger Knobelspiess de prison dans Un amour aux assises paru en 1988.

## Filmographie

### Actrice

#### Longs métrages
- 1978 : Perceval le Gallois d'Éric Rohmer : une pucelle, une dame, la fille de Garin
- 1979 : Confidences pour confidences de Pascal Thomas : une élève du cours de dactylo
- 1981 : La Femme de l'aviateur d'Éric Rohmer : Anne
- 1982 : Chassé-croisé d'Arielle Dombasle
- 1983 : La vie est un roman d'Alain Resnais
- 1986 : Le Rayon vert d'Éric Rohmer : Delphine
- 1986 : Folie suisse de Christine Lipinska : Anna Daubigny
- 1987 : Quatre aventures de Reinette et Mirabelle d'Éric Rohmer : l'arnaqueuse
- 1988 : Le bonheur se porte large, d'Alex Métayer : Isabelle
- 1989 : Papa est parti, maman aussi de Christine Lipinska : la mère
- 1992 : Conte d'hiver d'Éric Rohmer : Dora
- 1993 : Le Cahier volé de Christine Lipinska : Lucie
- 1993 : Couples et Amants de John Lvoff : Juliette
- 1995 : Sept en attente de Françoise Etchegaray : la fille en rouge
- 1995 : Muriel fait le désespoir de ses parents de Philippe Faucon : la mère de Muriel
- 1998 : Conte d'automne d'Éric Rohmer : Isabelle
- 1999 : Vénus Beauté (Institut) de Tonie Marshall : la cliente aux bottines fourrées
- 2000 : Les filles ne savent pas nager d'Anne-Sophie Birot : Anne-Marie, la mère de Lise
- 2000 : Samia de Philippe Faucon : la conseillère d'orientation
- 2000 : Marie-Line de Mehdi Charef : Louise
- 2001 : L'Anglaise et le Duc d'Éric Rohmer : Madame Laurent
- 2003 : Zéro défaut de Pierre Schoeller : Simone
- 2003 : Clandestino de Paule Muxel : la conductrice
- 2005 : Le Temps qui reste de François Ozon : la mère de Romain
- 2005 : Ma vie en l'air de Rémi Bezançon : la mère de Charlotte
- 2007 : Les Amours d'Astrée et de Céladon d'Éric Rohmer : la mère d'Astrée
- 2007 : Actrices de Valeria Bruni Tedeschi : la costumière
- 2010 : Le Refuge de François Ozon : la femme sur la plage
- 2010 : Memory Lane de Mikhael Hers : Aude, la mère de Vincent
- 2013 : Les Beaux Jours de Marion Vernoux : Jocelyne dite Jojo
- 2013 : Un château en Italie de Valeria Bruni Tedeschi : la mère de Nathan
- 2014 : Tu veux ou tu veux pas de Tonie Marshall : Martine
- 2015 : L'Hermine de Christian Vincent : Marie-Laure Racine
- 2016 : Ce sentiment de l'été de Mikhael Hers : la mère d’Adélaide
- 2016 : Éperdument de Pierre Godeau : la mère d'Anna
- 2019 : Synonymes de Nadav Lapid : la mère de Laetitia Dosch
- 2020 : Antoinette dans les Cévennes de Caroline Vignal : Claire
- 2020 : La Troisième Guerre de Giovanni Aloi : la femme dans l'immeuble
- 2020 : Éva voudrait de Lisa Diaz : la mère d’Éva
- 2023 : L'Établi de Mathias Gokalp : la mère de Robert
- 2023 : L'Amour et les Forêts de Valérie Donzelli : la mère de Rose et Blanche
- 2025 : Reine mère de Manele Labidi : responsable maintenance

#### Courts métrages
- 1983 : Rosette sort le soir de Rosette : Marie
- 1985 : Rosette vend des roses de Rosette : l'amie de Rosette
- 1987 : Rosette cherche une chambre de Rosette : Florence
- 1987 : Côté nuit de Jean-Baptiste Hubert
- 1988 : Rosette vole les voleurs de Rosette : l'amie de Rosette
- 1991 : Le Sommeil d'Adrien de Caroline Champetier
- 1996 : Les Jumeaux de Catherine Klein : la mère
- 2001 : Le Temps qu'il fait de Nicolas Leclère
- 2003 : Anna, 3 kilos 2 de Laurette Polmanss
- 2003 : Un autre homme de Catherine Klein
- 2005 : Le Canapé rouge d'Éric Rohmer
- 2007 : Femme femme de Marina Déak : Annie
- 2011 : La Noyée de Mathieu Hippeau : Elise
- 2012 : Lupa de Clémentine Poidatz
- 2012 : Sous la neige d'Aurélien Héraud : la mère
- 2012 : El Turrrf de Louis-Ronan Choisy : Suzanne
- 2013 : Où je mets ma pudeur de Sébastien Bailly : la prof
- 2014 : Madeleine et les deux Apaches de Christelle Lheureux : Madeleine
- 2014 : Petit lapin d'Hubert Viel : la mère d'Eva
- 2015 : Deux femmes au cinéma de Mathieu Hippeau
- 2015 : Deux rivages de Diana Munteanu : Céline
- 2018 : Jeanne de Marie Carpentier et Éléonore Gurrey
- 2019 : L'Île du chevalier Paul de Florence Basilio : Marie
- 2021 : Oublier Brovès de Florence Basilio

#### Télévision

##### Séries télévisées
- 1982 : Cinématon no 172 de Gérard Courant
- 1982 : Cinématon no 173 de Gérard Courant : elle-même
- 1986 : Le Rire de Caïn de Marcel Moussy
- 1990 : Nouvelles de Marcel Aymé, épisode Les Bottes de sept lieues de Hervé Baslé
- 1991 : Paparoff, épisode Paparoff et les loups de Didier Albert
- 2009 : Adresse inconnue, épisode Retour de flammes d'Alain Wermus : Adèle Fontaine
- 2021 : Nona et ses filles de Valérie Donzelli : la maire

##### Téléfilms
- 1978 : La Vie comme ça de Jean-Claude Brisseau : Florence
- 1980 : Catherine de Heilbronn d'Éric Rohmer : Brigitte (captation vidéo de la mise en scène théâtrale)
- 1984 : Raison perdue de Michel Favart : Paula
- 1986 : La Barbe-bleue d'Alain Ferrari : la morte numéro 6
- 1987 : La Nuit du coucou de Michel Favart : Françoise (prix d'interprétation aux rencontres internationales de télévision de Reims)
- 1988 : Les Lutteurs immobiles d'André Farwagi : Judith
- 2001 : L'Interpellation de Marco Pauly : Hélène Brunel

### Réalisatrice
- 1993 : La Règle du silence coréalisé avec Marc Rivière
- 2004 : Le Canapé rouge (court métrage) coréalisé avec Éric Rohmer
- 2011 : En compagnie d'Éric Rohmer

## Théâtre
- 1979 : La Petite Catherine de Heilbronn d'Heinrich von Kleist, mise en scène Éric Rohmer, Maison de la culture de Nanterre
- 2004 : La Cour de Monique Jouvancy, mise en scène Bruno Boussagol, Comédie de Clermont-Ferrand.
- 2009 : La Peau d'Élisa de Carole Fréchette, mise en scène Carole Anderson au théâtre du Lucernaire
- 2014 : Balakat écrit et mis en scène par Delphine Hecquet

## Publications
- Un amour aux assises, éditions Bernard Barrault, 1988  (ISBN 978-2736000745)
- (en) « Growing Old with Eric », The Guardian,‎ 24 mars 1999, p. 14 (lire en ligne)